# Karel Hegner
Karel Hegner (* 5. prosince 1954 Olomouc) je český zpěvák, interpret zejména lidových písní, ale též divadelní muzikálový herec, konferenciér, rozhlasový moderátor, vysokoškolský hudební pedagog, vedoucí Kabinetu hlasové výchovy Divadelní fakulty Janáčkovy akademie múzických umění v Brně.

## Život
Narodil se v Olomouci 5. prosince 1954. Matka pracovala jako úřednice a pocházela z Čech pod Kosířem. Otec se narodil ve Staré Břeclavi, byl vystudovaný inženýr a v Olomouci pracoval jako bankovní úředník. Rodiče spolu měli ještě další dvě dcery. Mládí prožil Hegner převážně v Havířově. Podle vlastního vyjádření si již v mládí zamiloval lidovou hudbu, a to jak cimbálovou, tak dechovou. V roce 1970 začal studovat operní zpěv na Státní konzervatoři v Ostravě. Poté pokračoval ve studiu klasického zpěvu na Janáčkově akademii múzických umění (JAMU) v Brně, které dokončil v roce 1980. Učil se i hře na housle. V dubnu 1977 vystoupil jako absolvent s Komorní operou Miloše Wasserbauera.
V roce 1980 začal působit jako zpěvák a hlasový poradce v Armádním uměleckém souboru Víta Nejedlého v Praze, s nímž účinkoval celkem na 60 koncertech v Československu, ale i na turné v Polsku či Sovětském svazu.
Od roku 1981 začal své osmileté působení v brněnském Divadle Radost. Zde účinkoval mimo jiné ve hrách Pohádka o Jankovi a Kráse (režie Zoja Mikotová, 1981), Otvírání studánek, Balada (režie Karel Brožek, 1982), Císař Peer Gynt (režie Petr Kacík, 1985), O pejskovi a kočičce (režie Zoja Mikotová, 1986) a dalších. Vystupoval také v Divadle Husa na provázku (operní představení Chameleon, režie Peter Scherhaufer, 1984) či v HaDivadle (Hry pro děti s dětmi, režie Jan Borna, 1986).
V Divadle Radost pohostinsky účinkoval také v pozdějších letech, např. v představeních režírovaných Vlastimilem Peškou Psaníčko na cestách (1993), Lucerna (1997), Na tý louce zelený (2001), Vlasta kopla Vlastu aneb Dívčí válka v Čechách (2004), Malované na skle (2008) či Bylo nás pět (2013). Mimoto účinkoval také v pražském představení Moravská láska – lidový muzikál (režie Zdeněk Všelicha, 2001) a roli Preláta ztvárnil v Muzikálu Jan Hus (režie Zdeněk Plch, 2006). Od roku 2010 začal spolupracovat s ochotnickým Ořechovským divadlem v Ořechově u Brna, kde – rovněž v režii Vlastimila Pešky – hrál Mirka Dušína v inscenaci Rychlé šípy z Oltecu aneb Opereta třetího věku (2010).
Již v roce 1982 Hegner působil jako hlasový poradce a pedagog členů Brněnského akademického sboru a od následujícího roku nastoupil dráhu soukromého hlasového a pěveckého poradce a pedagoga, v letech 1987–1989 externě spolupracoval s divadelními obory JAMU. Před sametovou revolucí o místo na krátko přišel, ale v roce 1990 se znovu vrátil. Od roku 1992 začal působit na Divadelní fakultě JAMU jako interní pedagog a později se stal i vedoucím kabinetu hlasové výchovy. Mezi jeho studenty byli např. Daniela Šinkorová, Roman Vojtek, Peter Strenáčik, Andrea Březinová nebo také Robert Jícha, Lucia Jagerčíková, Vendula Příhodová, Lukáš Vlček a další. V roce 1998 se stal členem Akademického senátu JAMU, jímž byl zvolen znovu přinejmenším v roce 2004, přičemž v roce 2010 nekandidoval. Rovněž nejméně k roku 2002 a dále v letech 2007–2010 byl také členem Akademického senátu DIFA JAMU. V roce 2011 byl habilitován docentem v oboru dramatických umění.
Od roku 1985 byl Hegner členem Brněnských madrigalistů. V roce 1988 započala jeho desetiletá spolupráce s populárním zpěvákem lidových písní Jožkou Černým, v jehož souboru pracoval jako zpěvák i konferenciér. Později navázal podobnou spolupráci s Cimbálovou muzikou Aleše Smutného, jež se od souboru Jožky Černého oddělila.
S Jožkou Černým natočil Hegner celou řadu televizních pořadů a hudebních nahrávek. Mezi lety 1992 a 2004 vystupoval v mnoha televizních pořadech s dechovou hudbou jako zpěvák i moderátor, např. moderoval pořad Klub přátel dechovky, který produkovalo brněnské studio. Už během 80. let se objevil také v několika menších rolích v televizních filmech: jako operní zpěvák v komedii Hrom do kapelníka (režie Rudolf Adler, 1983) či jako Zloděj v Rozsudcích soudce Ooky (režie Evžen Sokolovský ml., 1988). V 21. století byl obsazován i do menších úloh v televizních seriálech Četnické humoresky a Znamení koně. K moderování pořadů s dechovkou se pak nejpozději v roce 2014 vrátil na Šlágr TV.
Jako zpěvák se Karel Hegner podílel na celé řadě audionahrávek: Vianoce s Jožkou Černým (1991) Na Moravské svatbě 1/2/3 (1991–1992), Vánoční Gloria (1993), Českomoravská, Penízek vděčnosti, Já zpívám Ave Maria (1997), Vacenovské sklépky (1998), Den svatební (1998), Galánečka Kamila Bartáka: 5 let (1998), Lyrický Slávek Smišovský u cimbálu (2001), Kdo jednou miloval (2001), Ach jó! – Ach né! 30 let Moravanky (2001), Kdo si pěsničku zazpívá (2002), Navždy v srdci zůstanou (2005), Ozvěny tradic (2007) a další. Jako jeho profilová alba vyšla Moje písnička (1997) a Lodi se vracejí (2007).
V roce 2003 začal působit v Českém rozhlase Brno jako moderátor pořadů s dechovou hudbou, k nimž patřily Blahopřání s písničkou a Morava, krásná zem, pro Český rozhlas 2 Praha připravoval pořad Ta naše písnička aneb Trubte nám trumpety.